# Samariterstraße (métro de Berlin)
Samariterstraße est une station de la ligne 5 du métro de Berlin. Elle est située sous la Frankfurter Allee, à l'intersection avec la Samariterstraße, dans le quartier de Friedrichshain, à Berlin en Allemagne.

## Situation sur le réseau

Plan du métro.

La station Samariterstraße de la ligne 5 du métro de Berlin, est située entre la station Frankfurter Tor à l'ouest, en direction du terminus Hauptbahnhof, et la station Frankfurter Allee à l'est, en direction du terminus Hönow.
Elle dispose d'un quai central encadré par les deux voies de la ligne.

## Histoire
La station Samariterstraße, due à l'architecte suédois Alfred Grenander, est mise en service le 21 décembre 1930, en même temps que la ligne E entre Alexanderplatz et Friedrichsfelde.

## Services aux voyageurs

### Accès et accueil
La station possède quatre accès dont un équipé d'un ascenseur.

### Desserte
Samariterstraße est desservie par les rames circulant sur la ligne 5 du métro.

Installations et desserte
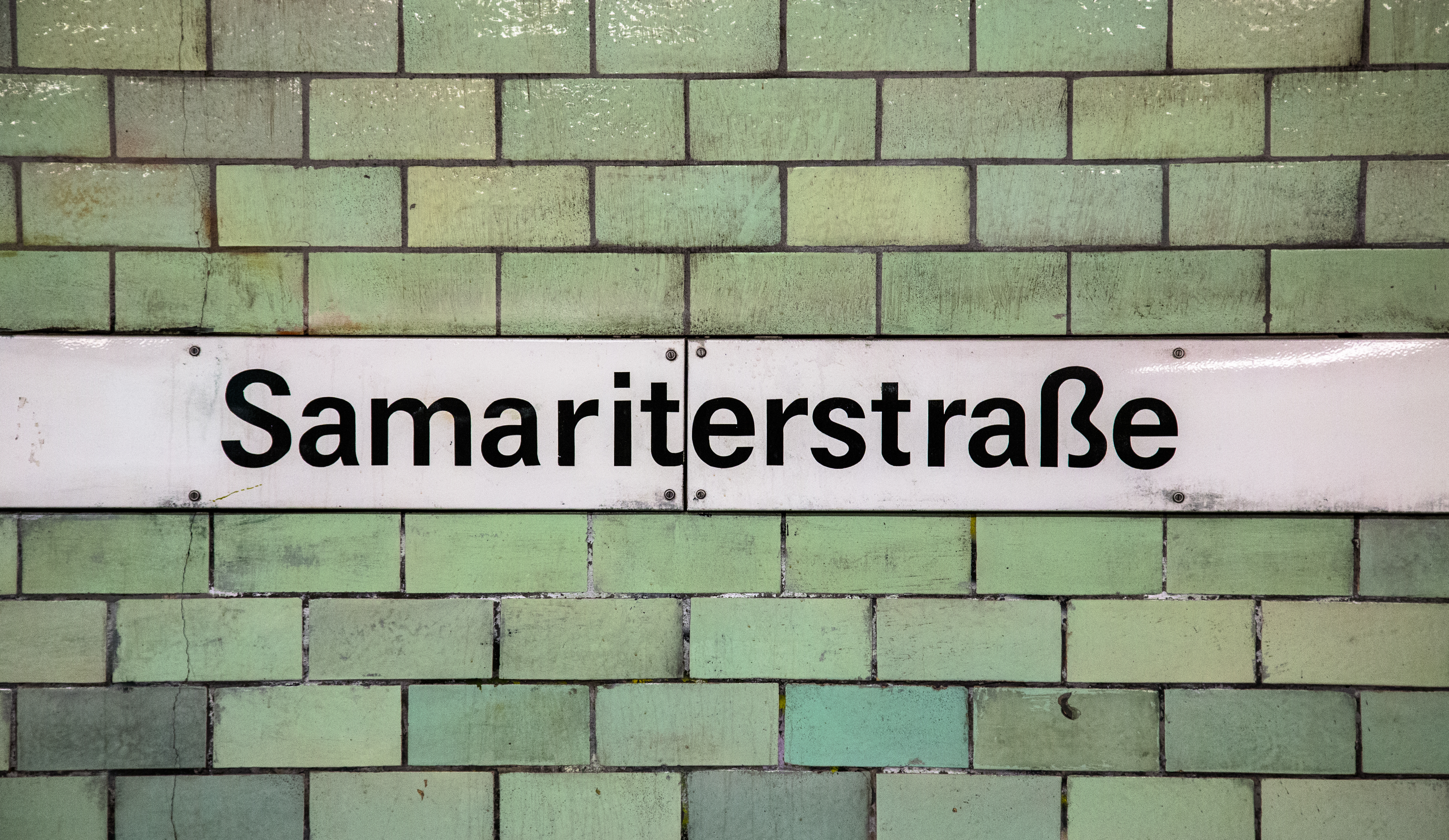
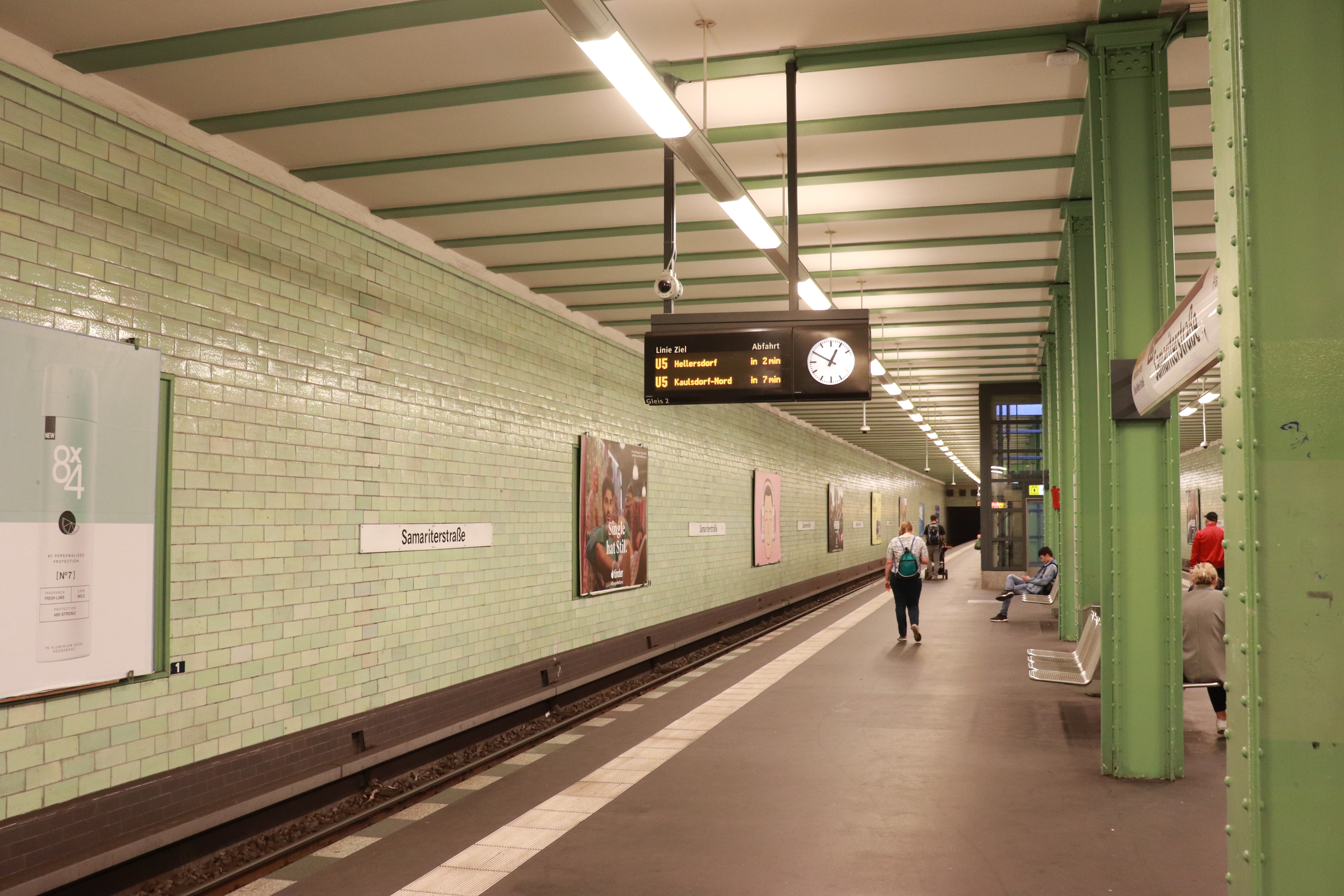
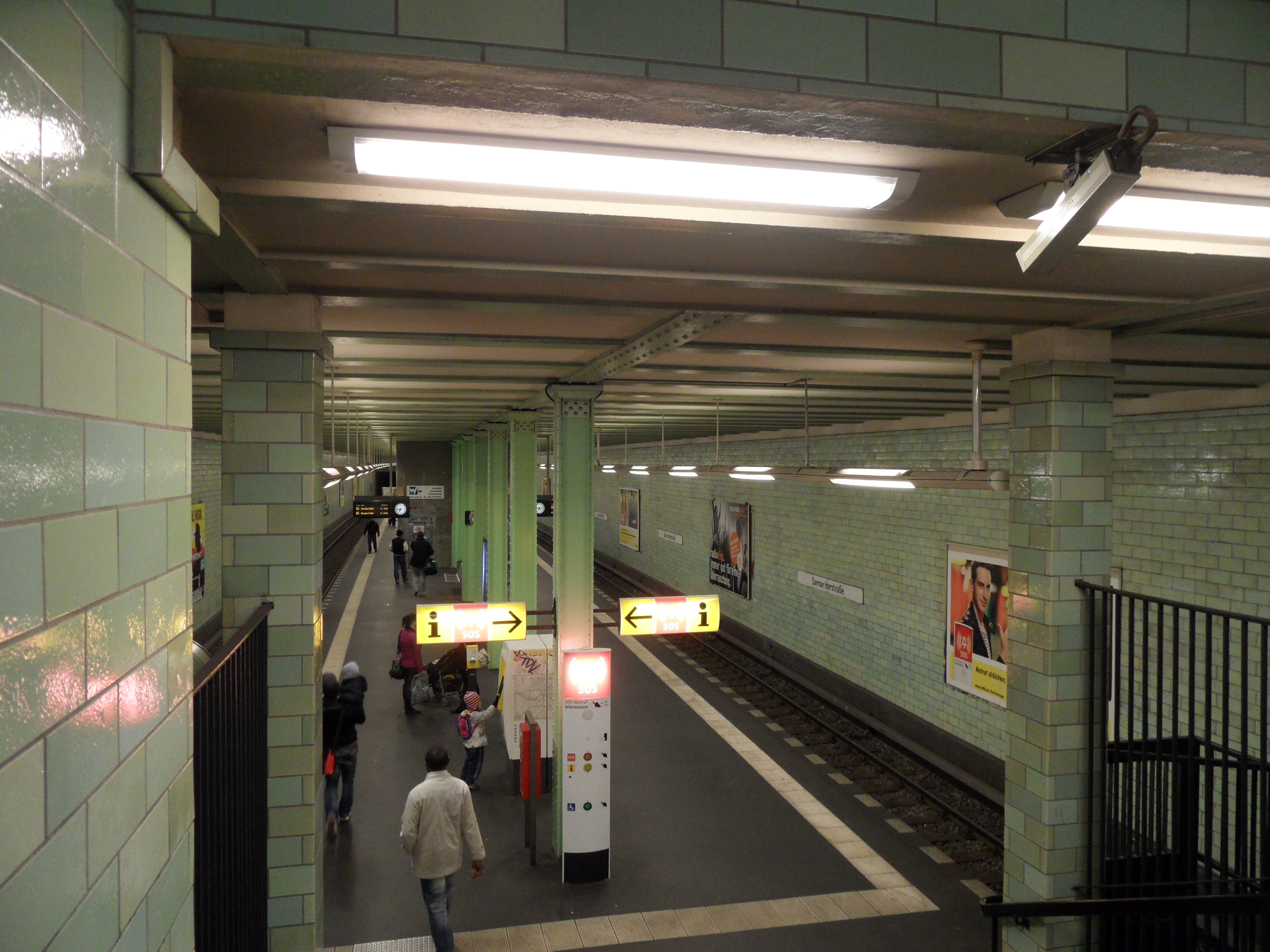

### Intermodalité
La station n'est pas en correspondance avec les lignes de la BVG.